# Єлань (Волгоградська область)
Єлань (рос. Елань) — робітниче селище у Єланському районі Волгоградської області Російської Федерації. Адміністративний центр району.
Населення становить 14 061  осіб. Входить до складу муніципального утворення Єланське міське поселення.

## Історія
Населений пункт розташований у межах українського історичного та культурного регіону Жовтий Клин.
Згідно із законом від 24 грудня 2004 року № 980-ОД органом місцевого самоврядування є Єланське міське поселення.

## Населення
| 1959    | 1970    | 1979    | 1989    | 2002    | 2009    | 2010    |
| ------- | ------- | ------- | ------- | ------- | ------- | ------- |
| 13 873  | ↗15 255 | ↘15 252 | ↘14 935 | ↗15 147 | ↘14 974 | ↘14 833 |
| 2012    | 2013    | 2014    | 2015    | 2016    | 2017    | 2018    |
| ↘14 637 | ↘14 516 | ↘14 341 | ↘14 138 | ↘14 081 | ↘14 006 | ↗14 060 |
| 2019    |         |         |         |         |         |         |
| ↗14 061 |         |         |         |         |         |         |